# Cerinthe glabra
Cerinthe glabra és una planta de la família de les boraginàcies que habita als Pirineus, en prats roques i boscos humits. De 20-45 cm. La corol·la és groga, amb taques purpúries a la gola, amb els lòbuls recorbats a l'extrem. Cerinthe glabra fou descrita per Philip Miller i publicada a The Gardeners Dictionary: eighth edition no. 2. 1768.

## Distribució
És una espècie que es pot trobar a les muntanyes del sud d'Europa i el Caucas. Encara que no surti a la base de dades de POWO, té una única població coneguda  a la península Ibèrica, als Pirineus de Lleida, molt a prop de la frontera amb França. Per això està catalogada dins de l'annex 1 (en perill d'extinció) pel Decret 172/2008, de 26 d’agost de la Generalitat, mitjançant el qual es va crear el Catàleg de flora amenaçada de Catalunya.
A la Flora dels Països Catalans s'esmenta correctament que les cites empordaneses havien de correspondre a Cerinthe major. En aquell moment no hi havia cap població coneguda a Catalunya i només es coneixia d'indrets propers a la cara nord dels Pirineus on hi ha diverses localitats.

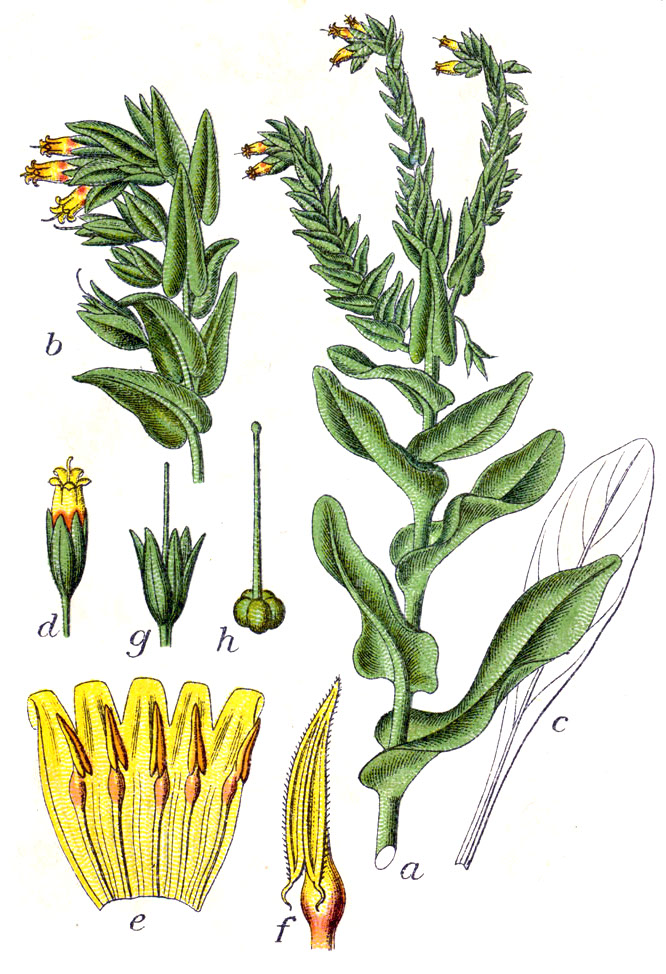